# (17412) Kroll
(17412) Kroll est un astéroïde de la ceinture principale.

## Description
(17412) Kroll est un astéroïde de la ceinture principale. Il fut découvert le 24 mai 1988 à La Silla par Werner Landgraf. Il présente une orbite caractérisée par un demi-grand axe de 2,41 UA, une excentricité de 0,15 et une inclinaison de 5,6° par rapport à l'écliptique.

## Compléments